# Карастау (Хунедоара)
Карастау (рум. Cărăstău) насеље је у Румунији у округу Хунедоара у општини Баја де Криш. Oпштина се налази на надморској висини од 243 m.

## Становништво
Према подацима из 2002. године у насељу је живело 274 становника, од којих су сви румунске националности.